# Gun Frontier
Gun Frontier (ガン フロンティア?, Gan Furontia) è un manga di genere western e fantascienza creato da Leiji Matsumoto e pubblicato dal 1972 al 1975 sulla rivista Play Comic. Dall'opera cartacea è stata tratta una light novel, intitolata Gun Frontier II, pubblicata nell'aprile 1999 e una serie anime nel 2002 composta da 13 episodi.
In Italia è giunta prima la serie animata pubblicata in DVD inizialmente da Fool Frame ed in seguito ripubblicata da De Agostini e Yamato Video e poi trasmessa in prima TV su Man-ga dal 29 dicembre 2017 al 23 marzo 2018, mentre il manga è stato pubblicato da RW Edizioni sotto l'etichetta Goen dal 9 giugno 2012 al 23 febbraio 2013. 

## Trama
È una sorta di far west che racconta la storia del viaggio di Tochiro e Herlock da parte della Frontiera senza legge (Gun Frontier) alla ricerca degli abitanti del villaggio di Arroyo Samurai, che furono massacrati dall'organizzazione del sinistro Darkmeister. Cercano i sopravvissuti e in particolare la sorella di Tochiro, Shizuku, che è un'esperta che lavora l'acciaio e una grande inventrice. Quindi incontreranno Sinunora. Fanno un po' di lavoro per sopravvivere (per esempio, omicidio su richiesta) e viaggiano di città in città nell'ambiente ostile e selvaggio del confine senza legge.

## Personaggi
Tochiro Oyama (大山トチロー?, Ōyama Tochirō)
Doppiato da: Kappei Yamaguchi (ed. giapponese), Luigi Rosa (ed. italiana)
Il protagonista della storia, facente parte dei sopravvissuti di Arroyo Samurai, una città di immigrati giapponesi misteriosamente assassinati, con sole poche eccezioni. Il suo scopo è quello di trovare i sopravvissuti tra la sua gente e la sorella Shizuku, senza porsi problema alcuno sugli ostacoli che potrà trovare davanti a sé. Utilizza abilmente una Shikomizue, pistola con cui però sbaglia sempre a prendere la mira per via della mani troppo piccole, tuttavia compensa nell'arma bianca grazie a una spada che porta sempre con sé. Nonostante porti gli occhiali, afferma che oltre un paio di piedi vede tutto sfocato. La sua statura è anormalmente bassa e grazie al suo mantello che indossa sempre riesce spesso ad evitare ferite fatali causate dalle armi da fuoco, in quanto i suoi nemici non sanno mai quanto sia piccolo il suo corpo. È un forte bevitore.
Franklin Herlock Jr. (フランクリン・ハーロックジュニア?, Furankurin Hārokku Junia)
Doppiato da: Eiji Takemoto (ed. giapponese), Alessandro Maria D'Errico (ed. italiana)
Capitano di mare divenuto un pistolero, deve la sua vita a Tochiro, al quale è molto fedele e quindi lo porta in America con la sua nave. Harlock è un maestro d'armi, velocissimo nell'estrarre la pistola e far fuoco con grande precisione. Inoltre è in grado di capire quando Sinunora cerca di usare lui e Tochiro per le sue ragioni mai troppo chiare. È anche un tipo abbastanza enigmatico e silenzioso, spesso borbotta ed evita ogni menzione al suo passato. Ha una cicatrice a forma di X su una guancia, che viene poi rivelato in seguito che gli fu causata in uno duello con la spada avvenuto contro Tochiro sulla nave di Harlock quando erano ancora nemici.
Sinunora (シヌノラ?, Shinunora)
Doppiata da: Rica Matsumoto (ed. giapponese), Marcella Silvestri (ed. italiana)
È la donna che si unisce a Tochiro e Harlock alla fine del primo episodio. Bella e abile, non funge da damigella in pericolo in quanto è molto brava a manipolare le persone per ottenere ciò che vuole e scampare dai pericoli (nel corso della serie verrà rivelato che è un'esperta del comportamento umano). Inizialmente si avvicina al duo di amici per poterli spiare e fare rapporto all'organizzazione per cui lavora, ma con il proseguire della storia i suoi sentimenti muteranno anche grazie alle generosità disinteressata di Tochiro. Il suo vero nome non viene mai menzionato, tranne che da un uomo chiamato Baron De Noir F. Tat Endale, che sembrerebbe essere suo marito, che l'ha chiama "Anrei" ma il suo discorso viene interrotto prima che possa svelare il nome completo.
Shizuku (しずく?)
Doppiata da: Chisa Yokoyama (ed. giapponese), Valentina Favazza (ed. italiana)
La sorella di Tochiro, è una delle sopravvissute di Arroyo Samurai che è stata rapita dall'organizzazione per creare armi molto potenti grazie alla sua esperienza nel lavorare l'acciaio e delle sue abilità di inventrice.
Darkmeister (ダークマイスター?, Dākumaisutā)
Il capo dell'organizzazione che controlla il mondo. Desidera far diventare schiavi Tochiro e gli altri immigrati giapponesi per sfruttare la loro conoscenza superiore sul metalcraft (conosciuto come Stardust Steel) per creare armi senza precedenti da utilizzare in guerra per rovesciare il governo americano. Il suo volto non viene mai mostrato in quanto presumibilmente coperto da una maschera, ma ha delle unghie molto lunghe.

## Media

### Manga
Il manga è stato scritto da Leiji Matsumoto e fu serializzato sulla rivista Play Comic edita da Akita Shoten, dal 1972 al 1975. I capitoli sono stati poi raccolti in tre volumi tankōbon dal 20 dicembre 1977 al 20 febbraio 1978. Nel 1988 fu ristampato ed ampliato dall'autore originale. 
In Italia la serie è stata pubblicata da RW Edizioni sotto l'etichetta Goen nella collana Dansei Collection dal 9 giugno 2012 al 23 febbraio 2013.

#### Volumi
| Nº | Data di prima pubblicazione | Data di prima pubblicazione | Data di prima pubblicazione |
| Nº | Giapponese                  | Italiano                    | Italiano                    |
| -- | --------------------------- | --------------------------- | --------------------------- |
| 1  | 20 dicembre 1977            | 9 giugno 2012               | ISBN 978-88-6712-017-8      |
| 2  | 20 gennaio 1978             | 8 settembre 2012            | ISBN 978-88-6712-042-0      |
| 3  | 20 febbraio 1978            | 23 febbraio 2013            | ISBN 978-88-6712-043-7      |

### Anime

Scena della serie animata raffigurante da sinistra verso destra: Tochiro, Franklin Herlock Jr. e Sinunora

In seguito all'opera cartacea fu prodotto un adattamento anime trasmesso su AT-X dal 28 marzo al 20 giugno 2002. Le sigle sono rispettivamente Style di Grand Zero (apertura) e Ame to sanbika (雨と賛美歌?) di Umeno Yoshizawa (chiusura).
In Italia la serie giunse direttamente in DVD pubblicata inizialmente da Fool Frame e poi in seguito da De Agostini e Yamato Video. Inoltre venne trasmessa su Man-ga dal 29 dicembre 2017 al 23 marzo 2018.

#### Episodi
| Nº | Titolo italiano Giapponese 「Kanji」 - Rōmaji                                                                               | In onda        | In onda          |
| Nº | Titolo italiano Giapponese 「Kanji」 - Rōmaji                                                                               | Giapponese     | Italiano         |
| 1  | Partenza per Gun Frontier 「ガンフロンティアへの出発」 - Gan Furontia he no shuppatsu                                       | 28 marzo 2002  | 29 dicembre 2017 |
| 2  | La distruzione della città senza alcool 「酒のない町の崩壊」 - Sake no nai machi no hôkai                                   | 4 aprile 2002  | 5 gennaio 2018   |
| 3  | La canzone della carne di cavallo nella grande tempesta di sabbia 「大砂塵馬肉の歌」 - Dai sajin baniku no uta              | 11 aprile 2002 | 12 gennaio 2018  |
| 4  | Duello sotto la pioggia 「雨の殺し合い」 - Ame no koroshi ai                                                                | 18 aprile 2002 | 19 gennaio 2018  |
| 5  | Elogio a Gambe Storte 「ガニマタ賛歌」 - Ganimata sanka                                                                     | 25 aprile 2002 | 26 gennaio 2018  |
| 6  | Spade di samurai nella terra deserta 「荒野のサムライサーベル」 - Kôya no samurai sâberu                                    | 2 maggio 2002  | 2 febbraio 2018  |
| 7  | La stanza delle illusioni 「幻の閨」 - Maboroshi no kei                                                                     | 9 maggio 2002  | 9 febbraio 2018  |
| 8  | Wild Utamaro 「ワイルド・ウタマロ」 - Wairudo Utamaro                                                                       | 16 maggio 2002 | 16 febbraio 2018 |
| 9  | Winchester e il duello a Midland City 「ウンチシターとミダランド・シティーの血闘」 - Unchishitâ to Midarabdo Shiti no kettô | 23 maggio 2002 | 23 febbraio 2018 |
| 10 | Piccoletto furente 「怒りのチビ」 - Ikari no chibi                                                                          | 30 maggio 2002 | 2 marzo 2018     |
| 11 | L'archibugio di Jama City 「ジャマシティのマッチロック」                                                                    | 6 giugno 2002  | 9 marzo 2018     |
| 12 | Shitalnen 「シタルネン」 - Shitarunen                                                                                       | 13 giugno 2002 | 16 marzo 2018    |
| 13 | Tracce verso il futuro 「未来への足跡」 - Mirai he no ashiato                                                               | 20 giugno 2002 | 23 marzo 2018    |